# Richard Franz Kreutel
Richard Franz Kreutel (* 2. Mai 1916 in Wien; † 29. Oktober 1981 in Kabul) war ein österreichischer Turkologe, Übersetzer und Botschafter.

## Leben
Richard Franz Kreutel machte im Juni 1935 seine Matura und studierte bis September 1939 an der Universität Wien klassische Philologie. Er lernte als Autodidakt Türkisch in arabischer Schrift. Während des Zweiten Weltkriegs wurde er in der Schlacht von Stalingrad und auf dem Balkan eingesetzt. Seine Einheit setzte ihn dafür ein, die Nachrichten des türkischen Rundfunks zu übersetzen. Feldwebel Kreutel wusste am 23. Februar 1945, dass die Regierung der Türkei dem Großdeutschen Reich den Krieg erklärt hatte.
Nach einer kurzen Kriegsgefangenschaft studierte er an der Universität Wien Orientalistik und Islamwissenschaft. 1948 wurde er mit einer Dissertation über Evliya Çelebi zum Doktor promoviert, bestand die Prüfung zum beeideten Gerichtsdolmetscher für Türkisch und wurde Assistent am Orientalischen Institut der Universität Wien. In dieser Zeit hatte er drei längere Studienaufenthalte in der Türkei. Mitte 1957 trat Kreutel in den auswärtigen Dienst und wurde an die Botschaft in Teheran gesandt.
Im September 1959 erhielt er die Leitung über die Gesandtschaftskanzlei in Kabul, wo er 1971 zum Geschäftsträger bestellt wurde. Ab Oktober 1979 war die österreichische Botschaft in Kabul Schutzmacht für schwedische Staatsangehörige in Afghanistan. Kreutel wurde 1980 mit dem Großen Ehrenzeichen der Stadt Wien für Verdienste um Wissenschaft und Kunst ausgezeichnet. Er starb an einem Herzinfarkt.

## Schriften
- (Übersetzer): Kara Mustafa vor Wien. Das türkische Tagebuch der Belagerung Wiens 1683, verfasst vom Zeremonienmeister der Hohen Pforte. Verlag Styria, Graz/Wien/Köln 1955. (DNB 455213097)